# Danny Pena
Danny Pena (Inglewood, 17 giugno 1968) è un ex calciatore statunitense di ruolo centrocampista.

## Carriera
Nel 1997 viene ingaggiato dal LA Galaxy con cui rimane per cinque stagioni e in cui colleziona 117 presenze condite da 10 reti. Successivamente passa al Tampa Bay Mutiny con cui rimane per metà stagione 2001 collezionando sei presenze ed una rete.

### Nazionale
Nel gennaio 1987 gioca Mondiale Under-20 con la selezione statunitense. Dieci anni più tardi riceve la convocazione dalla nazionale maggiore ma rifiuta la chiamata.

## Statistiche
Statistiche aggiornate al 17 novembre 2001.
| Stagione                  | Squadra                   | Campionato                | Campionato | Campionato | Coppe nazionali | Coppe nazionali | Coppe nazionali | Coppe continentali | Coppe continentali | Coppe continentali | Altre coppe | Altre coppe | Altre coppe | Totale | Totale |
| Stagione                  | Squadra                   | Comp                      | Pres       | Reti       | Comp            | Pres            | Reti            | Comp               | Pres               | Reti               | Comp        | Pres        | Reti        | Pres   | Reti   |
| ------------------------- | ------------------------- | ------------------------- | ---------- | ---------- | --------------- | --------------- | --------------- | ------------------ | ------------------ | ------------------ | ----------- | ----------- | ----------- | ------ | ------ |
| 1997                      | LA Galaxy                 | MLS                       | 27+2       | 2          |                 | -               | -               |                    | -                  |                    |             | -           | -           | 29     | 2      |
| 1998                      | LA Galaxy                 | MLS                       | 25+4       | 3          |                 | -               | -               |                    | -                  |                    |             | -           | -           | 29     | 3      |
| 1999                      | LA Galaxy                 | MLS                       | 27+6       | 3          | 1999            | 2               | 1               |                    | -                  |                    |             | -           | -           | 35     | 4      |
| 2000                      | LA Galaxy                 | MLS                       | 14         | 1          |                 | -               | -               |                    | -                  |                    |             | -           | -           | 14     | 1      |
| 2001                      | LA Galaxy                 | MLS                       | 10         | 0          |                 | -               | -               |                    | -                  |                    |             | -           | -           | 10     | 0      |
| Totale Los Angeles Galaxy | Totale Los Angeles Galaxy | Totale Los Angeles Galaxy | 115        | 9          |                 | 2               | 1               |                    | -                  | -                  | -           | -           | -           | 117    | 10     |
| 2001                      | Tampa Bay Mutiny          | MLS                       | 6          | 1          |                 | -               | -               |                    | -                  |                    |             | -           | -           | 6      | 1      |
| Totale carriera           | Totale carriera           | Totale carriera           | 121        | 10         |                 | 2               | 1               |                    | -                  | -                  | -           | -           | -           | 123    | 11     |

### Cronologia presenze e reti in nazionale
| Cronologia completa delle presenze e delle reti in nazionale ― Stati Uniti under 20 | Cronologia completa delle presenze e delle reti in nazionale ― Stati Uniti under 20 | Cronologia completa delle presenze e delle reti in nazionale ― Stati Uniti under 20 | Cronologia completa delle presenze e delle reti in nazionale ― Stati Uniti under 20 | Cronologia completa delle presenze e delle reti in nazionale ― Stati Uniti under 20 | Cronologia completa delle presenze e delle reti in nazionale ― Stati Uniti under 20 | Cronologia completa delle presenze e delle reti in nazionale ― Stati Uniti under 20 | Cronologia completa delle presenze e delle reti in nazionale ― Stati Uniti under 20 |
| Data                                                                                | Città                                                                               | In casa                                                                             | Risultato                                                                           | Ospiti                                                                              | Competizione                                                                        | Reti                                                                                | Note                                                                                |
| ----------------------------------------------------------------------------------- | ----------------------------------------------------------------------------------- | ----------------------------------------------------------------------------------- | ----------------------------------------------------------------------------------- | ----------------------------------------------------------------------------------- | ----------------------------------------------------------------------------------- | ----------------------------------------------------------------------------------- | ----------------------------------------------------------------------------------- |
| 11-10-1997                                                                          | Antofagasta                                                                         | Bulgaria under 20                                                                   | 1 – 0                                                                               | Stati Uniti under 20                                                                | Mondiali Under-20 1987 - Fase a gironi                                              | -                                                                                   |                                                                                     |
| 14-10-1997                                                                          | Antofagasta                                                                         | Arabia Saudita under 20                                                             | 0 – 1                                                                               | Stati Uniti under 20                                                                | Mondiali Under-20 1987 - Fase a gironi                                              | -                                                                                   |                                                                                     |
| 17-10-1997                                                                          | Antofagasta                                                                         | Germania under 20                                                                   | 2 – 1                                                                               | Stati Uniti under 20                                                                | Mondiali Under-20 1987 - Fase a gironi                                              | -                                                                                   | 55’                                                                                 |
| Totale                                                                              |                                                                                     | Presenze                                                                            | 3                                                                                   |                                                                                     | Reti                                                                                | 0                                                                                   |                                                                                     |

## Palmarès

### Competizioni nazionali
- MLS Supporters' Shield: 1

Los Angeles Galaxy: 1998